# Badarli, Sindhnur
Badarli là một làng thuộc tehsil Sindhnur, huyện Raichur, bang Karnataka, Ấn Độ.